# Липскеров, Абрам Яковлевич
Абрам Яковлевич Липскеров (1851 — 1910) — русский издатель, стенограф, редактор.

## Биография
Родился 27 апреля (9 мая по новому стилю) 1851 года. Жил и работал в Москве с 1870-х гг. Был судебным репортёром и стенографом «Московских ведомостей», записывал судебные процессы, речи Ф. Н. Плевако.
В 1883 году основал ежедневную газету «Новости дня». Был её редактором и издателем до закрытия газеты в 1906 году. Газета была рассчитана на широкий круг читателей. Типографию газеты «Новости дня» возглавлял его брат Исаак Яковлевич Липскеров. В последние годы выпуска газеты издательницей значилась и его жена Полина Евстафьевна Липскерова (в девичестве Соскина), редактором — сын Николай Абрамович Липскеров (1881—?), а наборной управлял другой сын Виктор Абрамович Липскеров (1882—?). В 1892 году в связи с высылкой евреев из Москвы вся семья Липскеровых крестилась. После закрытия газеты издавал двухнедельный листок «Театр и спорт». В мемуарах М. П. Чехова остались интересные истории с Липскеровым и Плевако.
На рубеже XIX—XX веков Липскеров владел уже несколькими изданиями — журналы «Русский сатирический листок», «Новости иностранной литературы» (1891), «Семья» (1892). Контора и редакция «Новостей дня» переехали в доходный дом Московского купеческого сообщества (Улица Кузнецкий Мост, 10/8 — Неглинная улица, 8/10), а их владелец приобрёл для себя особняк в районе Красных Ворот. На раутах, устраиваемых издателем, присутствовали Фёдор Шаляпин, Мария Ермолова, Анастасия Вяльцева; попасть на вечера к Липскерову стремились и начинающие актёры. А. Я. Липскеров также владел конюшней скаковых лошадей. Потомственный почётный гражданин.
Умер 5 декабря (18 декабря по новому стилю) 1910 года.

## Семья
- Сыновья — поэт и переводчик Константин Липскеров[8] и кинодокументалист, фотограф Георгий Липскеров. У него были также сыновья Николай (1881—?), Виктор (1882—?), Александр (1883—?), Михаил (1894—1961) и Владимир (1884 — не позже 1957), осуждённый 9 декабря 1937 года на 10 лет ИТЛ (заключение отбывал в Амурлаге)[9]. Правнук (внук Владимира Липскерова) — балетмейстер Кирилл Ласкари.
- Племянник — Александр Фёдорович Липскеров (1883—1960), юрист-криминалист. Внучатый племянник — конферансье и эстрадный режиссёр Фёдор Александрович Липскеров (1911—1977), отец писателя и сценариста Михаила Липскерова[10].